# Viasat 3D
Viasat 3D var den första svenska 3D-TV-kanalen och lanserades den 27 december 2010. Vid starten av kanalen kommer den enbart sända sport och är enbart tillgänglig för kunder med Viasat Guld som tittar via parabol. Kunderna behövde också en box anpassad för 3D-TV och en 3D-TV med 3D-glasögon.
I januari 2014 stängde man ner kanalen på grund av låga tittarsiffror.